# 谷蓝帝
谷蓝帝（1995年10月21日—）是中國男子演唱團體沙漠五子D5成員，毕业于四川音乐学院。2018年，主演都市偶像剧《喜歡你時风好甜》，从而正式出道。2019年參加愛奇藝偶像男團競演養成類真人秀《青春有你》，最终止步于20强。但却在同年加入團體，并且随后發行了首支单曲《战场》。

## 經歴
2019年1月，參加愛奇藝偶像男團競演養成類真人秀《青春有你》，最终止步于20强。同年4月6日与師銘澤、丁飛俊、徐炳超、胡文煊组成沙漠五子D5。
5月1日，随组合参与拍摄的《MINIBOOK》杂志封面正式上线；5月11日，随组合共同出席北京冬奥会倒计时1000天“燃烧的雪”主题音乐会并演唱《站起来》。

## 影視作品
| 年份   | 劇名           | 角色   | 備註               |
| ------ | -------------- | ------ | ------------------ |
| 2018年 | 喜歡你時风好甜 | 昆蓝   | 網絡劇             |
| 2023年 | 倒数三秒爱上我 | 唐宇桐 | 網絡短劇           |
| 2024年 | 金屋藏夫       | 丁沿海 | 網絡劇             |
| 2024年 | 吉祥不高兴     | 叶舟   | 網絡短劇           |
| 2025年 | 紫川之光明王   | 英木兰 | 網絡劇             |
| 2025年 | 名侦探协奏曲   | 公孙鹤 | 網絡短劇           |
| 2025年 | 灼心           | 秦子煜 | 網絡劇             |
| 待播   | 妙偶天成       | 蒋宸   | 網絡劇，2021年拍攝 |
| 待播   | 少年巡抚       | 甄胤辉 | 網絡劇，2020年拍攝 |

## 音乐作品

### 單曲列表
沙漠五子D5
| 專輯 | 資料                                                          | 曲目        |
| 1st  | 首張單曲《戰場》 - 發行日期：2019年5月20日 - 語言：國語       | 1. 戰場     |
| 2nd  | 第二支單曲《野Savage》 - 發行日期：2019年5月30日 - 語言：國語 | 1. 野Savage |

個人單曲
| 專輯 | 資料                                                         | 曲目          |
| 1st  | 首張單曲《夏天結束了》 - 發行日期：2019年9月6日 - 語言：國語 | 1. 夏天結束了 |
| 2nd  | 首張單曲《初雪》 - 發行日期：2019年12月2日 - 語言：國語      | 1. 初雪       |

合作歌曲
| 專輯 | 資料                                                                      | 曲目    |
| 1st  | 首張合作曲《同當》 - 發行日期：2019年8月9日 - 語言：國語 - 合唱者：徐炳超 | 1. 同當 |